# Walter H. Barkas
Walter H. Barkas (* 1912 in Portland (Oregon); † 28. März 1969) war ein US-amerikanischer Physiker und ab 1965 Professor der Physik an der University of California, Riverside. Er war ein Spezialist in der Verwendung von Kernemulsionen, d. h. Photoplatten mit dicker empfindlicher Schicht, für Zwecke der Teilchenphysik.
Gemeinsam mit Mitarbeitern entdeckte er den Unterschied in der Reichweite zwischen positiven und negativen Mesonen der gleichen Anfangsenergie und führte dies auf den Unterschied im Bremsvermögen zwischen positiv und negativ geladenen Teilchen zurück. Dieser Unterschied trägt daher den Namen Barkas-Effekt oder Barkas-Andersen-Effekt, siehe Bethe-Formel.
1941 wurde er Fellow der American Physical Society.